# Zileide Silva
Zileide Silva da Luz (São Paulo, 26 de outubro de 1958) é uma jornalista brasileira. É repórter especial do Jornal Nacional e Globo Repórter, e apresentadora eventual do Jornal Hoje, da TV Globo.

## Biografia

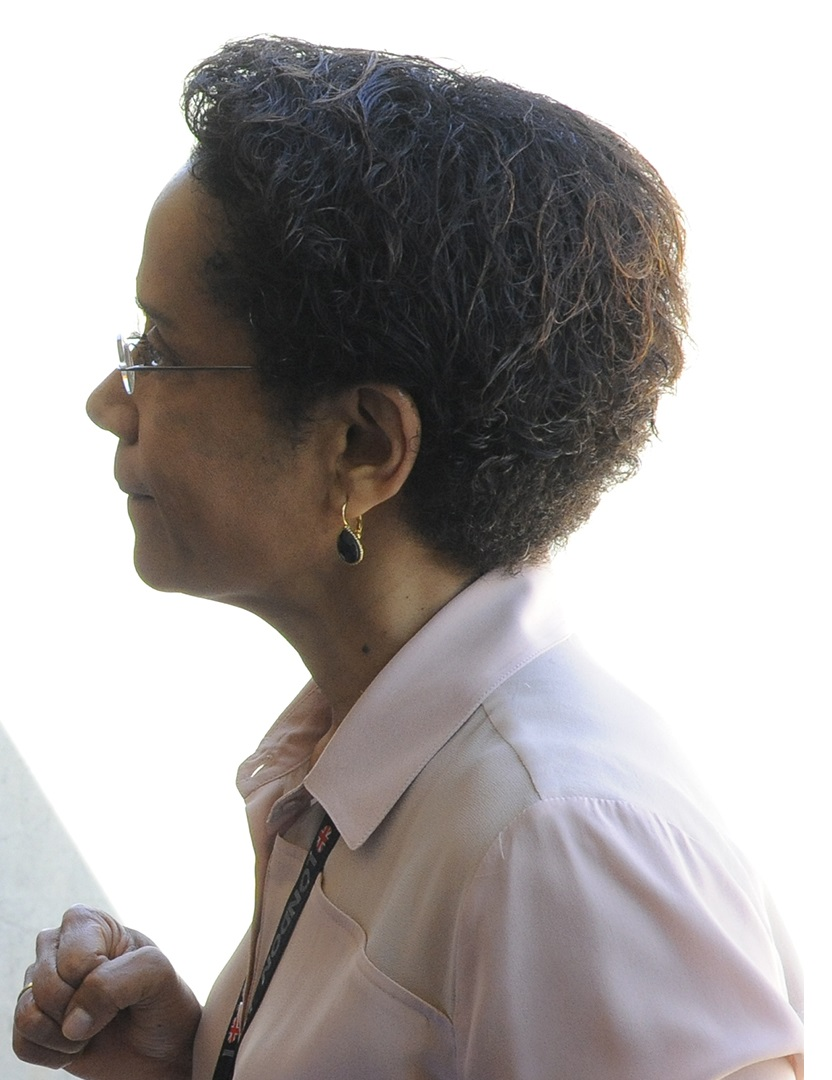
Em julho de 2016.

Formada em jornalismo na Faculdade de Comunicação da Faculdade Cásper Líbero, a jornalista iniciou suas atividades profissionais na rádio Jornal de São Paulo quando ainda frequentava a faculdade. Trabalhou na Rádio Cultura Brasil e na Rede Bandeirantes, TV Cultura, no SBT em São Paulo e em Brasília. Em 1997, entrou na TV Globo e de 2000 a 2003 foi correspondente da emissora em Nova York. Enquanto correspondente, participou da cobertura "histórica" dos ataques de 11 de setembro de 2001.
Em 2006, Zileide Silva foi a primeira repórter negra a integrar comitiva presidencial, acompanhando o então presidente Luiz Inácio Lula da Silva em viagem à África do Sul. Entre 2009 e 2013, a jornalista  apresentou diariamente as notícias políticas do Bom Dia Brasil, com isto se tornou a primeira mulher negra a apresentar como titular um telejornal diário para todo o Brasil na TV Globo. Alegando cansaço, ela retornou às reportagens.
Em 2021, a jornalista revelou estar com câncer de mama, e, atualmente, faz tratamento.
Em 2024, a jornalista foi a vencedora da primeira edição do Prêmio Glória Maria de Jornalismo, concedido pela Câmara dos Deputados ao profissional cujo trabalho ou ações mereçam especial destaque no jornalismo brasileiro.

## Prêmios

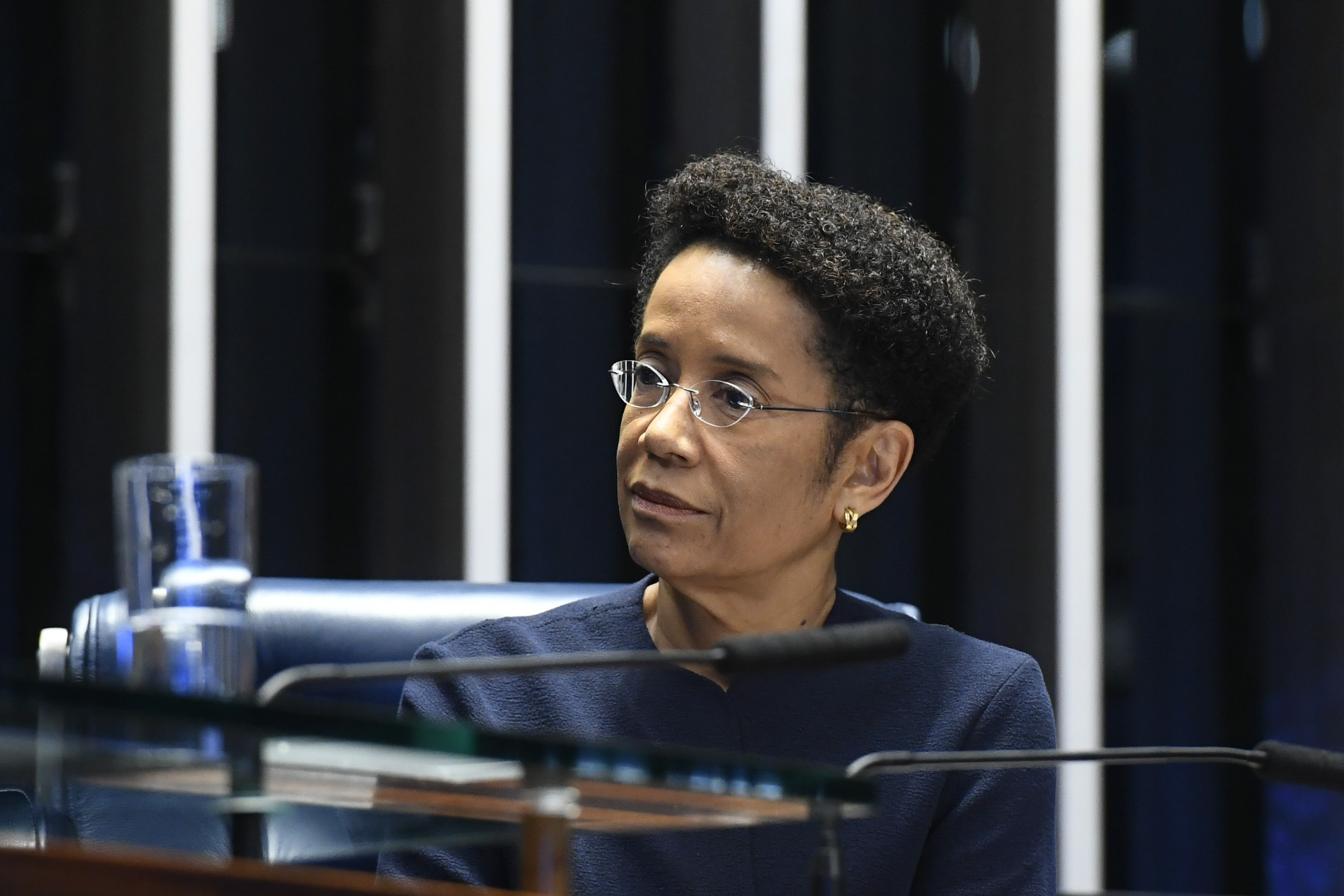
Em 2019

- Prêmio Comunique-se. Categoria; Jornalista Política: 2004, 2006 e 2008 [8]
- Prêmio Comunique-se. Categoria; Melhor Repórter: 2005 [8]